# USS Laboon (DDG-58)
L’USS Laboon (DDG-58) est un destroyer américain de la classe Arleigh Burke. Commissionné en 1995 et toujours en service en 2014, il a été construit au chantier naval Bath Iron Works dans l'État du Maine et son port d’attache est la base navale de Norfolk dans l'État de Virginie. Il est nommé d'après John Francis Laboon (1921–1988), un officier de l'United States Navy pendant la Seconde Guerre mondiale.

## Service
En 1996, il devient le premier navire de sa classe à obtenir un baptême du feu lors de l'Opération Desert Strike menée contre des cibles irakiennes.
En 1998, il prend part à l'exercice Dynamic Response 98 de l'OTAN au côté du Wasp.
Le 12 septembre 2012, il reçoit l'ordre d'être déployé au large de la Libye au cas où une frappe viendrait à être ordonnée par le Pentagone en réponse aux manifestations et attentats anti-américains de septembre 2012.
En juin 2014, il participe à un exercice avec le porte-hélicoptères amphibie français Mistral (L9013) et de la frégate française Lafayette (F710) au large des côtes de Virginie. De février à mai, il est en opération en Méditerranée.
Le 13 mars 2017, son équipage saisit 300 kg d'héroïne stockés dans un boutre en Méditerranée.
Le 14 avril 2018, le navire tire 7 missiles Tomahawk sur la Syrie contre des "installations d'armes chimiques".

## Nom du navire
John Francis Laboon est diplômé de l'Académie navale des États-Unis en 1944. Il est lieutenant sur le sous-marin USS Peto (SS 265) quand il sauve un pilote de chasse tombé à la mer : il n'hésite pas à plonger à la mer. Il reçoit la Silver Star pour cette action.
A la fin de la guerre, il quitte la Marine pour devenir prêtre jésuite.
En 1958, il entre dans le corps des aumoniers pour servir...dans la Marine et le corps des Marines. Pendant la guerre du Vietnam, il obtient, dans les Marines, la Légion du mérite. Il sera ensuite aumonier principal du programme Polaris (construction de sous-marins SNLE) puis aumonier catholique principal de l'Académie navale.
A sa retraite en 1979, il est aumonier de la Flotte de l'Atlantique.

## Armoiries du navire
Explications simplifiées : 
Bleu marine sur le bouclier : la mer
L'or : l'excellence du service naval de l'aumonier J. F. Laboon.
Le blanc : la pureté du but.
Le trident vertical : les capacités de lancement vertical du navire avec les trois pointes : lutte anti-aérienne, anti-sous-marine et anti-surface. Le pic en direction du bas pointe vers les profondeurs des océans.
Le pourtour représente une bouée de sauvetage symbolisant le sauvetage du pilote de chasse par l'aumonier.
L'oriflamme rouge : le courage et le sacrifice qu'il a montré avec les Marines au Vietnam.
L'étoile d'argent de l'aumonier et cinq patrouilles de combat sous-marines réussies.
La couronne de laurier : honneur et accomplissement.